# Васильев, Вадим Валерьевич
Вади́м Вале́рьевич Васи́льев (род. 6 февраля 1969 года, Барнаул) — российский философ, специалист по истории философии Нового времени, немецкому классическому идеализму и современной философии. Доктор философских наук (2002), профессор (2003), член-корреспондент РАН (2019). Сооснователь, член учёного совета «Московского центра исследований сознания» при философском факультете МГУ имени М. В. Ломоносова.

## Биография
В 1993 году окончил философский факультет МГУ имени М. В. Ломоносова.
В 1995 году защитил диссертацию на соискание учёной степени кандидата философских наук по теме «Дедукция категорий в метафизике Канта». С 1997 года — доцент кафедры истории зарубежной философии факультета философии МГУ.
В 2002 году защитил диссертацию на соискание учёной степени доктора философских наук по теме «Учение о душе в западноевропейской философии XVIII века».
С 2003 года — профессор, с 1 мая 2004 года заведует кафедрой истории зарубежной философии философского факультета МГУ. Один из основателей, содиректор «Московского центра исследований сознания».
Председатель экспертного совета ВАК РФ по философии, социологии и культурологии (с 2013 по 2022). Председатель ФУМО по философии, этике и религиоведению (с 2020).
Член редколлегий «Философского журнала», журнала «Эпистемология и философия науки», «Историко-философского ежегодника» и др., член Ученого совета философского факультета МГУ и двух диссертационных советов при факультете. Входил в состав «Вестник Московского университета. Серия Философия».

## Исследования и основные идеи
Доказывал, что Юм был знаком с «Теодицеей» Лейбница, утверждал необходимость переосмысления юмовской трактовки философии в более рационалистическом ключе и предложил использовать стилометрический подход для определения последовательности написания Юмом различных частей его главного сочинения — «Трактата о человеческой природе».
Выдвинул ряд гипотез об аргументативной структуре изначального варианта трансцендентальной дедукции категорий у Канта (сохранившейся в виде черновых набросков), о композиции дедукции в «Критике чистого разума» и о мотивах, побудивших Канта обратиться к дедукции после его «пробуждения от догматического сна». Выдвинул гипотезы о времени и обстоятельствах кантовского «пробуждения».
В области истории философии Нового времени: систематизировал учения о душе метафизиков эпохи Просвещения. Осуществил подробный анализ главного сочинения ведущего философского психолога Просвещения — И. Н. Тетенса. Проанализировал психологические идеи Хр. Вольфа, Юма, Канта и десятков других, малоизвестных ныне авторов.
В области современной философии: анализировал мысленный эксперимент Китайская комната Дж. Серла, в связи с чем опубликовал статью «Кока-кола и секрет Китайской комнаты», в которой главные положения звучат так:
1. Слабый искусственный интеллект не способен пройти тест Тьюринга лишь благодаря синтаксическим средствам (Китайская комната в её изначальном виде не может отвечать на т. н. индексикальные вопросы, вроде вопросов «сколько сейчас времени»).
2. Китайская комната — исключительно синтаксична и не может справиться с тестом Тьюринга[уточнить].
3. Если поместить в комнату Китайского робота, который бы наделялся не только синтаксическими, но и семантическими аспектами, то, вероятно, он смог бы пройти тест Тьюринга.
4. Сёрл некорректно отождествил Китайскую комнату и Китайского робота.
5. Китайский робот демонстрирует, что человеческий интеллект мог бы быть спроецирован в искусственный. Но этот процесс не представляется возможным, так как для этого нужно решить проблему сознания «неклассическими» подходами нейронауки, то есть такими, которые определяют связь ментальных состояний и физических процессов в мозге.
6. Если программа разумного поведения возможна, то только при наличии её сознательного состояния.
7. Эксперимент с Китайской комнатой демонстрирует безальтернативность сильного искусственного интеллекта.

Уточнил детали визита Л. Витгенштейна в СССР в 1935 г. и выявил не менее 10 достоверных московских адресов Витгенштейна.
В области истории русской философии: вернул в научный оборот и перевел на русский язык «Наблюдения о человеческом духе» Андрея Колыванова (1790). Выдвинув вначале предположение, что за этим псевдонимом стоит А. И. Вяземский, позже установил, что автором этого трактата был выпускник университета в Галле, учитель Христлиб Фельдштраух (1734—1799), родившийся в российском Ревеле, но после 1761 г. живший в Альтоне и других немецких городах.
В философии сознания: предложил подход к решению проблемы сознание-тело, основанный на переосмыслении традиционного концептуального анализа в духе «аргументативной феноменологии», проясняющей соотношение наших естественных убеждений. Систематизировал основные подходы к решению проблемы «сознание-тело» и предложил рассматривать её в качестве совокупности более конкретных вопросов — (1) Является ли сознание физическим? (2) Порождает ли мозг сознание? (3) Супервентно ли сознание на мозге? (4) Влияет ли сознание на поведение? (5) Почему функционирование мозга вообще сопровождается сознанием? и т. п. — решение каждого из которых позволяет сделать шаг к решению общей проблемы соотношения ментального и физического. В монографии «Сознание и вещи: Очерк феноменалистической онтологии» (2013) выдвинул ряд аргументов против локальной супервентности ментального на физическом и в пользу одной из версий интеракционизма, утверждая, что предложенное решение позволяет избежать противоречий в системе базовых когнитивных убеждений человека.
В книге «В защиту классического компатибилизма: Эссе о свободе воли» (2017) доказывал перспективность подхода к решению проблемы свободы воли, известного под названием «классического компатибилизма», утверждая, однако, что последовательное проведение этой линии сближает компатибилизм и либертарианизм.

## Переводческая деятельность
В переводе В. В. Васильева опубликованы рукописные наброски и лекции И. Канта по метафизике в книге «Кант: Из рукописного наследия» (2000), «Наблюдения о человеческом духе» А. Колыванова (2003), «От Фихте до Ницше» Ф. Ч. Коплстона (2004), «Десять теорий о природе человека» Л. Стевенсона (2004), «100 этюдов о Канте» (2005), «Сознающий ум» Д. Чалмерса (2013, 2015), «Оксфордское руководство по философской теологии» (2013) и др.

## Основные работы
- Подвалы кантовской метафизики: Дедукция категорий. М., ИМЛИ РАН, 1998. — 160 с. —ISBN 5-201-13308-8.
- История философской психологии. Западная Европа — XVIII век. Калининград, 2003. — 559 с. — ISBN 5-87869-113-2.
- 100 этюдов о Канте. М.: Кн. дом Университет, 2005. — 272 с. — ISBN 5-98227-097-0 (составитель и переводчик). 2-е изд. М.: УРСС, 2011.
- Трудная проблема сознания. М.: Прогресс-Традиция, 2009. — 269 с. — ISBN 978-5-89826-316-4, ISBN 978-5-89826-316-0 (ошибоч.).
- Философская психология в эпоху Просвещения. М.: Канон+, 2010. — 520 с. — ISBN 978-5-88373-176-0.
- Сознание и вещи: Очерк феноменалистической онтологии. М.: УРСС, 2014. — 240 с. — ISBN 978-5-397-04182-9.
- В защиту классического компатибилизма: Эссе о свободе воли. М.: ЛЕНАНД, 2017. — 200 с. — ISBN 978-5-9710-3981-5
- Дэвид Юм и загадки его философии. М.: УРСС, 2020. 704 с. ISBN 978-5-9710-6853-2.